# 吉江宗信
吉江宗信（1505年—1582年7月21日），日本戰國時代至安土桃山時代的武將。越後國國人領主吉江氏當主。西蒲原郡彌彦庄吉江城城主。父親是吉江景宗。

## 生平
在永正2年（1505年）出生。最初仕於守護上杉氏，後來仕於長尾氏（長尾上杉氏）。在上杉謙信時期，於越中國和下野國轉戰。
天正6年（1578年），謙信突然死去，在上杉家中爆發內紛（御館之亂）時，投向景勝軍。在織田家的重臣擔任攻略北陸地方軍團總大將的柴田勝家進攻越中時，負責守備增山城，攻陷投向織田家的石黑成綱的居城木舟城等。天正9年（1581年），約定如果孫兒中條景泰和弟弟吉江長忠在越中方面立下功績，就把得到的隱居分中，神保四郎左衛門的遺領內5百俵、3百俵分給他們，以此鼓舞士氣。不過因為沒有援兵，物資亦已經耗盡，在魚津城中長期堅守後，與兒子景資、孫兒寺島長資、景泰等一族，以及山本寺孝長、竹俣慶綱等諸將一同自殺（魚津城之戰），就在本能寺之變的翌日。享年77歲。法名永輝院殿顯宗義忠居士。墓所在米澤的林泉寺（地點在山形縣米澤市的林泉寺，轉移前的越後林泉寺在新潟縣上越市中門前）。

## 登場作品
電視劇
- 『天地人』（NHK大河劇，2009年，演員：山本圭）

小說
- （作者：佐伯光太郎，2010年，文藝社）